# Forthbroen (vej)
 For alternative betydninger, se Forthbroen. (Se også artikler, som begynder med Forthbroen)
Forthbroen er en vejbro over Firth of Forth i Skotland, vest for Edinburgh. Det er en 2.515 meter lang hængebro med et frit spænd på 1.006 meter.
Broen åbnede i 1964 og krydser Firth of Forth mellem Edinburgh og Fife. Broen er placeret i umiddelbar nærhed af den ældre Forthbro fra 1890 som bærer jernbanen.
56°0′6.18″N 3°24′15.18″V / 56.0017167°N 3.4042167°V